# Großheirath
Großheirath este o comună aflată în districtul Coburg, landul Bavaria, Germania.